# Vassal
Vassal é uma povoação portuguesa sede da Freguesia de Vassal do Município de Valpaços, freguesia com 14,58 km² de área e 395 habitantes (censo de 2021), tendo, por isso, uma densidade populacional de 27,1 hab./km².

## Demografia
A população registada nos censos foi:
| Distribuição da População por Grupos Etários | Distribuição da População por Grupos Etários | Distribuição da População por Grupos Etários | Distribuição da População por Grupos Etários | Distribuição da População por Grupos Etários |
| -------------------------------------------- | -------------------------------------------- | -------------------------------------------- | -------------------------------------------- | -------------------------------------------- |
| Ano                                          | 0-14 Anos                                    | 15-24 Anos                                   | 25-64 Anos                                   | > 65 Anos                                    |
| 2001                                         | 51                                           | 61                                           | 244                                          | 148                                          |
| 2011                                         | 24                                           | 35                                           | 206                                          | 195                                          |
| 2021                                         | 9                                            | 20                                           | 137                                          | 229                                          |

## Localização
A freguesia está situada junto à estrada Nacional 206 que liga Valpaços a Carrazedo de Montenegro, distando 4.5 km da sede do município. Grande parte da freguesia encontra-se na margem esquerda do rio Torto (que nasce no pântano da Bessada em Quintela, freguesia de Friões, o rio passa perto de Friões e Ferrugende, Vilarinho, São Domingos, Celeirós e Alfonge antes de chegar a Vassal indo por fim desaguar no rio Rabaçal.), enquanto que a sua totalidade se encontra a este da Serra de Santa Isabel. 

## Topónimo
Tem origem em Vassalli (villa) ou Uassallo (vassalo).
Vassal era um termo usado como parte do feudalismo medieval na Europa, onde o vassalo tinha obrigações especiais para com o seu monarca, como proteção militar, em troca de certos privilégios.

### Vassal vs Baçal
Ou teria tido origem em Baçal (freguesia do concelho de Bragança), confundindo-se o b com o v e o ç com ss, Baçal em hebraico significa campo de cebolas (בצל תחום).

## Atividades económicas
A principal atividade económica é a agricultura, os principais produtos são o vinho, o azeite, a castanha, a amêndoa e o cebolo.
Em relação a estes acima referidos o principal atrativo da freguesia de Vassal é o cebolo, surgindo daí a iniciativa de realizar uma feira anual para venda e exposição do mesmo para além de outros produtos da aldeia.
Nos últimos anos jovens empresários contribuiram para o aumento da produção de mel e seus derivados, criando novas marcas para a introdução no mercado, assim como frutos secos embalados e também na venda de flores sendo a principal os crisântemos. 

## Património
- Igreja de Vassal
- Capela de N.ª Senhora da Encarnação
- Solar dos Vieiras e dos Carvalhos
- Casa brasonada, em Bonfim
- Cruzeiro
- Fonte Monsalvarga
- Fonte do Senhor do Bonfim

## Festas e Romarias
- N.ª Senhora da Expectação (março)
- Feira do Cebolo (abril ou maio)
- N.ª Senhora da Encarnação (festa móvel em agosto)

## Coletividades
- Associação Cultural, Recreativa e Desportiva de Vassal (extinta)
- Sport Clube de Vassal (extinta)
- Associação de Caçadores e Agricultores de Vassal (extinta)